# Frank Duval
Frank Duval (Berlín. Alemania, 22 de noviembre de 1940) es un compositor, arreglista y cantante alemán.
Música, entre otras para las series de televisión "Derrick" y "Tatort". Éxitos como "Angel of Mine", "Face to Face" o "Time for Lovers".

## Discografía
- Die Schönsten Melodien Aus Derrick Und Der Alte (1979)
- Angel Of Mine (1981)
- Face To Face - music from the serials "Derrick" and "Der Alte" (1982)
- If I Could Fly Away (1983)
- Living Like A Cry (1984)
- Die Grössten Erfolge (1985) (Club edition)
- Time For Lovers (1985)
- Bitte Laßt Die Blumen Lieben (1986)
- When You Were Mine (1987)
- Touch My Soul (1989)
- Seine Grossten Erfolge (1989)
- Solitude (1991)
- Visions (1994)
- Derrick Forever (1995)
- Spuren (2001) (3 CD-Box)